# Hypomma coalescera
Hypomma coalescera là một loài nhện trong họ Linyphiidae.
Loài này thuộc chi Hypomma. Hypomma coalescera được miêu tả năm 1966 bởi Kritscher.